# Myles Garrett
Myles Lorenz Garrett (Arlington, Texas, 29 de dezembro de 1995 é um jogador de futebol americano que atua na posição de defensive end pela franquia Cleveland Browns, da National Football League (NFL). Foi selecionado pelos Browns com a primeira escolha do draft de 2017. Garrett é considerado um dos melhores defensores da NFL de sua época, conhecido por sua velocidade e força. Em 2025, ele renovou seu contrato com os Browns, de quatro anos por US$ 123,5 milhões de dólares, fazendo dele o jogador mais bem pago da liga até aquele momento que não era um quarterback.